# فدراسیون بسکتبال لسوتو
فدراسیون بسکتبال لسوتو (انگلیسی: Lesotho Basketball Federation) نهاد اداره‌کننده ورزش بسکتبال در کشور لسوتو است.
این فدراسیون در سال ۱۹۹۷ به عضویت فیبا درآمد و مسئول برگزاری رقابت‌های داخلی و همچنین اداره تیم ملی بسکتبال لسوتو است. دفتر مرکزی آن در شهر ماسرو، پایتخت لسوتو قرار دارد.